# 대한민국 아이티 재건지원단
대한민국 아이티 재건지원단(大韓民國 海地 再建支援團, 영어: RoK Joint Support Group for the Haiti, 상징명칭 : 단비부대(프랑스어: Opération Danbi, 영어: Task Force Danbi,  Danbi 部隊))는 2010년 아이티 지진에 따른 국제 연합 아이티 안정화 임무단(MINUSTAH) 참여를 위해 파병한 대한민국의 국제 연합 평화유지군 부대이다. MINUSTAH 내에서는 'ROKENGCOY (Republic of Korea Engineering Company : 대한민국 공병중대)'로 불렸다. 국제평화유지군 활동의 일환이며 부대이름인 단비는 공모를 통해 의견을 수렴하여 결정되었다.

## 역사
2010년 2월 17일 240명(공병대대 120명, 본부 참모부 26명, 경비 및 복구지원 41명, 작전지원대 53명, 그 외)으로 창설되었으며, 3월 8일 아이티 레오간에 도착하여 3월 15일부터 본격적인 재건 활동을 시작하였다. 단비부대는 1진부터 6진까지 파병되었다. 부대는 재건활동을 마치고 2012년 12월 22일부로 현지에서 철수하였으며, 한국시각 24일 귀국 완료하여 해단식을 마쳤다. 이로써 아이티 재건 지원단(단비부대)은 임무 완수, 무사 귀환 후 해산하여 역사 속으로 사라졌다. 남수단에 파병된 한빛부대(남수단 재건지원단)가 단비부대의 뒤를 잇고 있다. 주 UN 미 대사 수잔 라이스를 필두로 한 안보리 대표단이 부대를 방문한 바 있다.

## 같이 보기
- 대한민국의 평화유지활동
- 상록수부대 - 다수의 평화유지군 임무에 참여한 부대, 현재 해체되었음.
- 동명부대 - 국제 연합 레바논 임시군(UNIFIL)의 활동에 참여중.

## 참고
1. ↑  “아이티 파병부대 애칭은 단비”. 연합뉴스. 2010년 3월 8일. 2012년 2월 1일에 확인함.

### 미디어
- 《MBC국군의 날 특집 "평화, 기적을 쏘다"》- 2011년작 다큐멘터리

### 온라인
- “파병공감 아이티 단비부대”. 2010년 9월 29일. 2015년 9월 24일에 원본 문서에서 보존된 문서. 2015년 10월 23일에 확인함.
- “아이티 단비부대('10. 2. ~ '12. 12.)”. 대한민국 국방부. 2013년 7월 25일. 2013년 12월 3일에 원본 문서에서 보존된 문서. 2015년 10월 23일에 확인함.